# Cu Iisus în celulă

Cu Iisus în celulă este un album al interpretului român Tudor Gheorghe.

## Detalii ale albumului
- Gen: Folk
- Limba: Romana
- Sunet: Stereo
- Casa de Discuri: Illuminati Media Services
- Inregistrat: Live (concert)
- Data de lansare a albumului: 2005

## Lista pieselor
- 01 - Fie Doamne (text liturgic) / Intoarcerea din cruciada (Radu Gyr) [9:03]
- 02 - Metanie (Radu Gyr) [6:29]
- 03 - Unde sunt cei care nu mai sunt (Nichifor Crainic) [5:55]
- 04 - Solii mei (Andrei Ciurunga) / Nu-s vinovat fata de tara mea (Andrei Ciurunga) / Singur in celula (Anonim)[5:46]
- 05 - Poveste (Radu Gyr) / Stihira II (frangment ~ text liturgic) / Solii mei (Andrei Ciurunga) [4:44]
- 06 - Sunt Doamne copt pentru cules (Radu Gyr) / Am fost facut sa n-am (Nichifor Crainic) / Intoarcerea lui Ulise (Radu Gyr) / Liturghie (Andrei Ciurunga)[4:26]
- 07 - Miluieste-ma Dumnezeule (text liturgic) [3:46]
- 08 - Mars fortat (Andrei Ciurunga) [4:00]
- 09 - Antiteze (Radu Gyr) / Solii mei (Andrei Ciurunga) / Singur in celula (Anonim) [3:46]
- 10 - Celula (Dumitru Bacu) / Blestemul Aiudului (Radu Gyr) / Da-mi drumul (Anonim) [4:16]
- 11 - Camara Ta, Mantuitorul meu (text liturgic)/ Foamea (Nichifor Crainic) [4:29]
- 12 - Foamea (Radu Gyr) [4:00]
- 13 - Flamand (Nichifor Crainic) / Ridica-te Gheorghe, Ridica-te Ioane (Radu Gyr) [5:16]
- 14 - Si era la ora a sasea (text liturgic) / Rugaciunea din amurg (Nichifor Crainic) / Rugaciune (Radu Gyr) [4:52]
- 15 - Tatal nostru (text liturgic) / Judecata din urma (Radu Gyr) [4:27]